# آل سعيد علي (ردفان)

تعديل مصدري - تعديل

ال سعيد علي هي إحدى قرى عزلة الحبيلين بمديرية ردفان التابعة لمحافظة لحج، بلغ تعداد سكانها 125 نسمة حسب تعداد اليمن لعام 2004.